# Леопольд II (великий герцог Тосканы)
Леопольд II (итал. Leopoldo II d'Asburgo-Lorena; 3 октября 1797[…], Флоренция — 29 января 1870[…], Рим) — великий герцог Тосканы (1824—1859) и эрцгерцог Австрии из династии Габсбургов.

## Биография

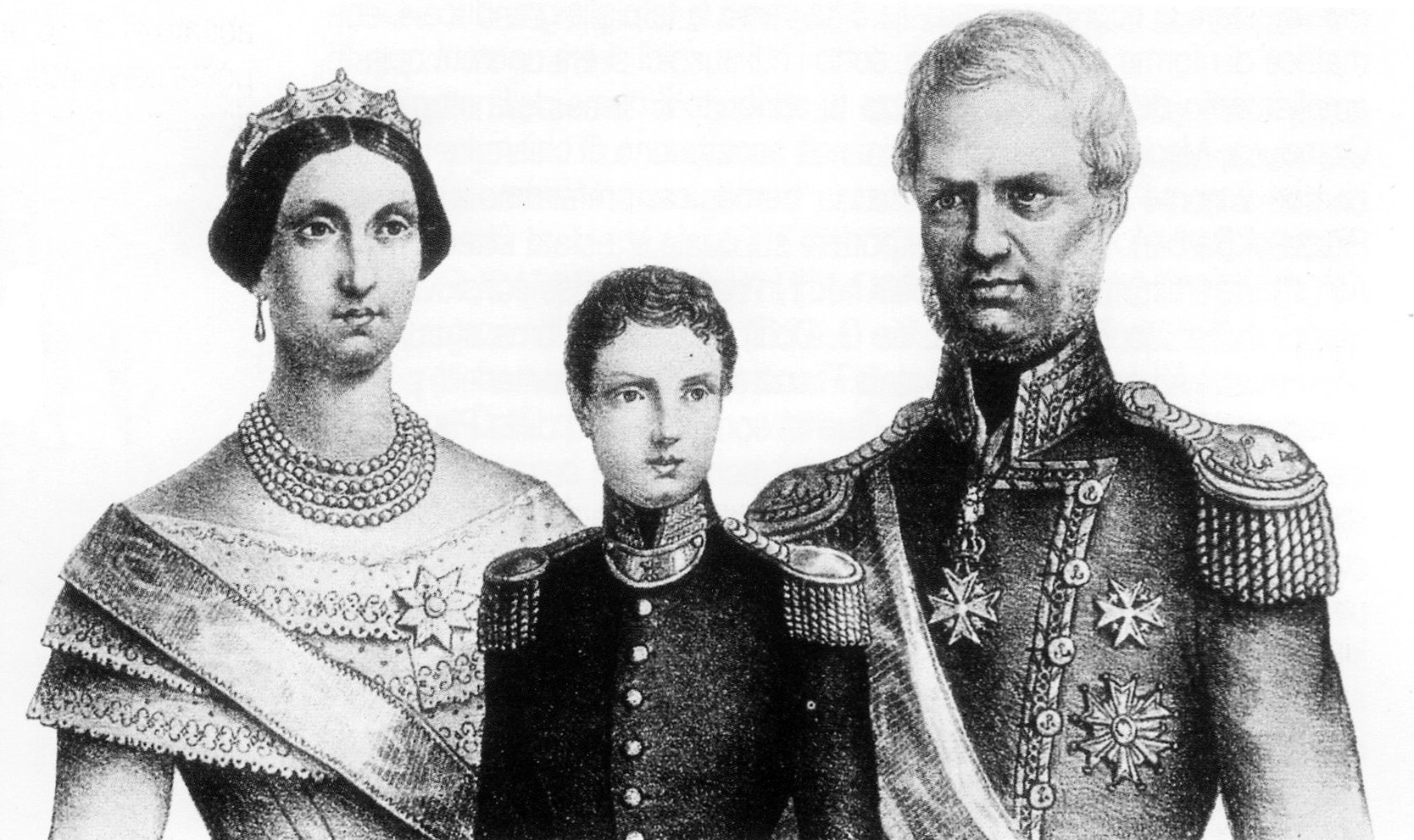
Юный Леопольд с родителями.

Леопольд был вторым сыном великого герцога Тосканского Фердинанда III и его первой супруги, Марии Луизы. Во время итальянских войн Франции против коалиции европейских государств в 1799 году Леопольд вместе со своим отцом бежит из Италии и живёт в Вене, Зальцбурге и Вюрцбурге. В 1814 они возвращаются в Тоскану.
В 1817 году Леопольд женится по любви на принцессе Марии Анне Саксонской. 18 июня 1824 года Леопольд наследует после смерти отца престол Тосканского великого герцогства. С самого начала он постарался заняться независимую позицию, сильно тяготясь вмешательством австрийского посланника графа Бомбелля в работу правительства.  В течение 20 лет Леопольд посвятил себя внутреннему развитию государства. Он был самым мягким и наименее реакционным из всех итальянских деспотий того времени, и, хотя он всегда оставался под влиянием австрийцев, он отказывался принимать австрийские методы правления, допускал справедливую свободу прессы и позволял многим политическим изгнанникам (патриоты и революционеры Джакомо Леопарди, Алессандро Мандзони, Гульельмо Пепе, Никколо Томмазео, интеллектуалы и писатели Франческо Доменико Геррацци, Джован Пьетро Вьё и Джузеппе Джусти) из других государств Италии, заявляет о том, что могут жить в Тоскане без помех. Данный курс позволил Тоскане избежать революционных движений, мятежей и завогоров. Заговор Менотти и восстание 1831 года в Эмилье и Романье не нашли поддержки в Великом Герцогстве. 
После смерти Марии-Анны он в 1833 году вступает во второй брак, с принцессой Марией-Антонией Сицилийской. За следующие 18 лет Мария-Антония родила 10 детей, 6 из которых достигли совершеннолетнего возраста (2 дочери и 4 сына).
В 1839 и 1841 годах Леопольдо II дал разрешение на проведение «Конгрессов итальянских ученых» в Пизе и Флоренции, несмотря на угрозы австрийского правительства и протесты папского правительства; тем временем правительство Великого Герцога планировало активное развитие железнодорожной сети, которая в последующие годы ознаменовалась строительством "Ферровии Леопольда" (железная дорога Флоренция-Пиза-Ливорно с ответвлением от Эмполи до Сиены) и "Дороги Марии Антонии" (Флоренция-Медоу-Пистойя-Лукка), в то время как железная дорога Фердинанда (Флоренция-Ареццо) и железная дорога Мареммана (граница Ливорно-Кьяроне) так остались на уровне проектирования из-за нехватки финансов.
Большой отклик среди флорентийцев нашла помощь Леопольда во время наводнения в ноябре 1844 года, когда он отвел Палаццо Питти для временного размещения пострадавших и лично занимающиеся спасением людей на лодке и посещающал даже самые периферийные районы, пострадавшие от стихийного бедствия. 
Вследствие революции 1847—1848 годов и движения Рисорджименто в Италии Леопольд II 15 февраля 1848 года издаёт конституцию. Однако местным радикальным революционерам её оказалось недостаточно, чтобы провести необходимые преобразования в стране и сбросить австрийское владычество. В связи с этим Леопольд в конце февраля вновь покидает Тоскану, где создаётся временное революционное правительство. Последнее вступает в союзнические отношения с правительством возникшей в это же время революционной Римской республики. Однако в апреле того же года Леопольд, при помощи австрийских войск, возвращает себе тосканский трон. В апреле 1859 года народное восстание в Тоскане пыталось побудить своего великого герцога принять участие в войне на стороне Сардинского королевства против Австрии. Так как Леопольд II придерживался в этом конфликте политики нейтралитета, он 27 апреля вместе с членами своей семьи вновь покинул Тоскану и 21 июля 1859 года отказался от её трона в пользу своего сына от второго брака, Фердинанда IV.
В 1859 году Леопольд со своей семьёй поселился в замке Шлакенверт близ нынешних Карловых Вар. В 1860 году он приобретает чешский замок Брандвайс, где живёт крайне замкнуто. В то же время среди местного населения бывший герцог пользовался уважением, что позволило ему занять пост бургомистра городка Остров (Шлакенверт) в Чехии. В ноябре 1869 года, когда политическая обстановка в Италии несколько стабилизировалась, Леопольд вместе со своей супругой отправился в Рим, где бывший герцог и скончался ночью на 29 января 1870 года.

## Семья
16 ноября 1817 года женился первым браком на Марии Анне Саксонской (1799—1832)
От этого брака родились три дочери:
- Каролина (1822—1841)
- Августа Фердинанда Австрийская (1825—1864)
- Мария Максимилиана (1827—1834)

7 июня 1833 года женился вторым браком на Марии Антонии Бурбон-Сицилийской (1814—1898). От этого брака родилось 10 детей:
- Мария-Изабелла Австрийская (1834—1901)
- Фердинанд IV (1835—1908), великий герцог Тосканский (1859—1860)
- Мария-Терезия (1836—1838)
- Мария-Кристина (1838—1849)
- Карл Сальватор (1839—1892)
- Мария-Анна (1840—1841)
- Райнер (1842—1844)
- Мария-Луиза (1845—1917)
- Людвиг Сальватор (1847—1915)
- Иоганн Сальватор (1852—1890/91)